# Ocotea staminea
Ocotea staminea là loài thực vật có hoa trong họ Nguyệt quế. Loài này được (Griseb.) Mez miêu tả khoa học đầu tiên năm 1889.